# 550-559
De jaren 550-559 (van de christelijke jaartelling) zijn een decennium in de 6e eeuw.

## Meerjarige gebeurtenissen

### Midden-Oosten
- 551: Op 9 juli worden de Nabateese stad Petra en de steden van de Negev getroffen door een zware aardbeving. Dit luidt het einde van Petra in.

### Byzantijnse Rijk
- Keizer Justinianus stelt Narsus aan als vervanger van Belisarius bij de herovering van Italië in 551). In het volgende jaar vindt de Slag bij Taginae plaats. Het leger van Narses verslaat het Ostrogotische leger van Totila waarbij de laatste zelf omkomt. De dreiging van de Ostrogoten is daarmee verdwenen: zeker als in de Slag bij Mons Lactarius de laatste resten van dit volk worden verslagen.
- 552-554: Onder leiding van Liberius veroveren de Byzantijnen Hispania Baetica, dat wordt omgedoopt tot Spania.

### India
- ca. 550: Het Guptarijk houdt op te bestaan, de Pratiharadynastie komt in de plaats.

### Centraal Azië
- ca. 559: Slag bij Buchara. Yabgu Istämi van het Rijk der Göktürken helpt de Sassanidische koning Khusro I bij het verdrijven van de Hephthalieten.

### Godsdienst
- 553: Het Concilie van Constantinopel II vindt plaats.

## Heersers

### Europa
- Beieren: Garibald I (ca. 548-595)
- Byzantijnse Rijk: Justinianus I (527-565)
- Essex: Æscwine (ca. 527-587)
- Franken: Chlotharius I (511/558-561)
  - Soissons: Chlotharius I (511-561)
  - Parijs: Childebert I (511-558)
  - Reims: Theudowald (548-555)
- Gwynedd: Rhun ap Maelgwn (ca. 547-580)
- Kent: Eormenric (540-590)
- Longobarden: Audoin (546-565)
- Ostrogoten: Totila (541-552), Teia (552-553)
- Sueben: Carriaric (550-558), Ariamir (558-561)
- Visigoten: Agila I (549-554), Athanagild (554-567)

### Azië
- Chalukya's (India): Pulakesin I (543-566)
- China
  - Oostelijke Wei: Xiaojingdi (534-550)
  - Westelijke Wei: Xiwei Wendi (535-551), Xiwei Feidi (552-554), Xiwei Gongdi (554-556)
  - Noordelijke Qi: Beiqi Wenxuandi (550-559), Beiqi Feidi (559-560)
  - Noordelijke Zhou: Zhou Xiaomindi (557), Zhou Mingdi (557-560)
  - Liang: Liang Jianwendi (549-551), Xiao Dong (551-552), Liang Yuandi (552-555), Xiao Yuanming (555), Liang Jingdi (555-557)
  - Westelijke Liang: Liang Xuandi (555-562)
  - Chen: Chen Wudi (557-559), Chen Wendi (559-566)
- Göktürken: Bumin (552), Issik Khan (552-553), Mukan Khan (553-572)
  - Westelijk deel: Istämi (552-576)
- Iberië: Bakoer III (547-580)
- Japan: Kimmei (539-571)
- Korea
  - Koguryo: Yangwon (545-559), Pyongwon (559-590)
  - Paekche: Seong (523-554), Wideok (554-598)
  - Silla: Jinheung (540-576)
- Perzië (Sassaniden): Khusro I (531-579)
- Vietnam (Ly-dynastie): Triệu Việt Vương (549-571)

### Religie
- paus: Vigilius (537-555), Pelagius I (556-561)
- patriarch van Alexandrië (Grieks): Zoïlus (540-551), Apollinarius (551-569)
- patriarch van Alexandrië (Koptisch): Theodosius I (535-567)
- patriarch van Antiochië (Grieks): Domnus III (546-561)
- patriarch van Antiochië (Syrisch): Paulus II (550-575)
- patriarch van Constantinopel: Mennas (536-552), Eutychius (552-565)
- patriarch van Jeruzalem: Petrus (524-552), Macarius II (552), Eustochius (552-564)

<< · 550 · 551 · 552 · 553 · 554 · 555 · 556 · 557 · 558 · 559 · >>
<< · 500-509 · 510-519 · 520-529 · 530-539 · 540-549 · 550-559 · 560-569 · 570-579 · 580-589 · 590-599 · >>